# Sievi
Sievi est une municipalité de l'ouest de la Finlande, dans la région d'Ostrobotnie du Nord.

## Géographie
La commune est assez étendue et plutôt vallonnée pour la région. Plusieurs eskers coupent le paysage, et le sud de la municipalité fait partie de la section terminale du réseau de moraines de Suomenselkä.
Une particularité, avec quelques autres municipalités de la région (en particulier Tyrnävä et Ruukki, mais aussi Oulunsalo et Kempele) c'est un des fiefs du mouvement Laestadian en Finlande. C'est pourquoi il n'est pas rare de croiser dans le village des familles comptant 10 à 12 enfants.
La route nationale 28 peu fréquentée reliant Kokkola à Kajaani en est le principal axe routier.
Les municipalités voisines sont Kalajoki au nord-ouest, Ylivieska au nord, Nivala à l'est, Haapajärvi au sud-est, Reisjärvi au sud, mais aussi côté Ostrobotnie-Centrale Toholampi au sud-ouest et Kannus à l'ouest.

## Démographie
Depuis 1980, la démographie de Sievi a évolué comme suit, :
| Année      | 1980  | 1985  | 1990  | 1995  | 2000  | 2005  |
| ---------- | ----- | ----- | ----- | ----- | ----- | ----- |
| population | 4 420 | 4 630 | 4 710 | 4 842 | 5 151 | 5 192 |

| Année      | 2010  | 2015  | 2020  |
| ---------- | ----- | ----- | ----- |
| population | 5 310 | 5 124 | 4 897 |

## Économie

### Principales sociétés
En 2020, les principales entreprises de Sievi par chiffre d'affaires sont :
| Société                  | C.A.  |
| ------------------------ | ----- |
| Sievin Jalkine Oy        | 79 M€ |
| Jjj & Sievi Marketing Oy | 67 M€ |
| Scanfil Oy               | 63 M€ |
| Ojala-Yhtymä Oy          | 30 M€ |
| Ojala Machine Oy         | 24 M€ |
| NDI Finland Oy Sievi     | 13 M€ |
| Celermec Oy              | 6 M€  |
| Sievin Savi Oy           | 5M€   |
| Jussi Capital Oy         | 3 M€  |
| Alutig Oy                | 3 M€  |

### Principaux employeurs
En 2020, les principaux employeurs sont :
| Employeur                | Emplois |
| ------------------------ | ------- |
| Sievin Jalkine (fi) Oy   | 435     |
| Scanfil Oy               | 332     |
| Ojala-Yhtymä Oy          | 209     |
| Celermec Oy              | 49      |
| Sievin Savi Oy           | 41      |
| Jjj & Sievi Marketing Oy | 32      |
| Teho Filter Oy           | 28      |
| NDI Finland Oy Sievi     | 20      |
| Alutig Oy                | 16      |
| Sievin Laatta Asennus Oy | 16      |

## Transports
Sievi est traversée par la route nationale 28, par les routes principales 63 et 86, par les routes régionales 774 et 760.
Sievi est aussi reliée à Kalajoki par la seututie 774.

## Jumelages
- Hongrie Abaliget

## Personnalités
- Kusti Eskola, homme politique

## Galerie

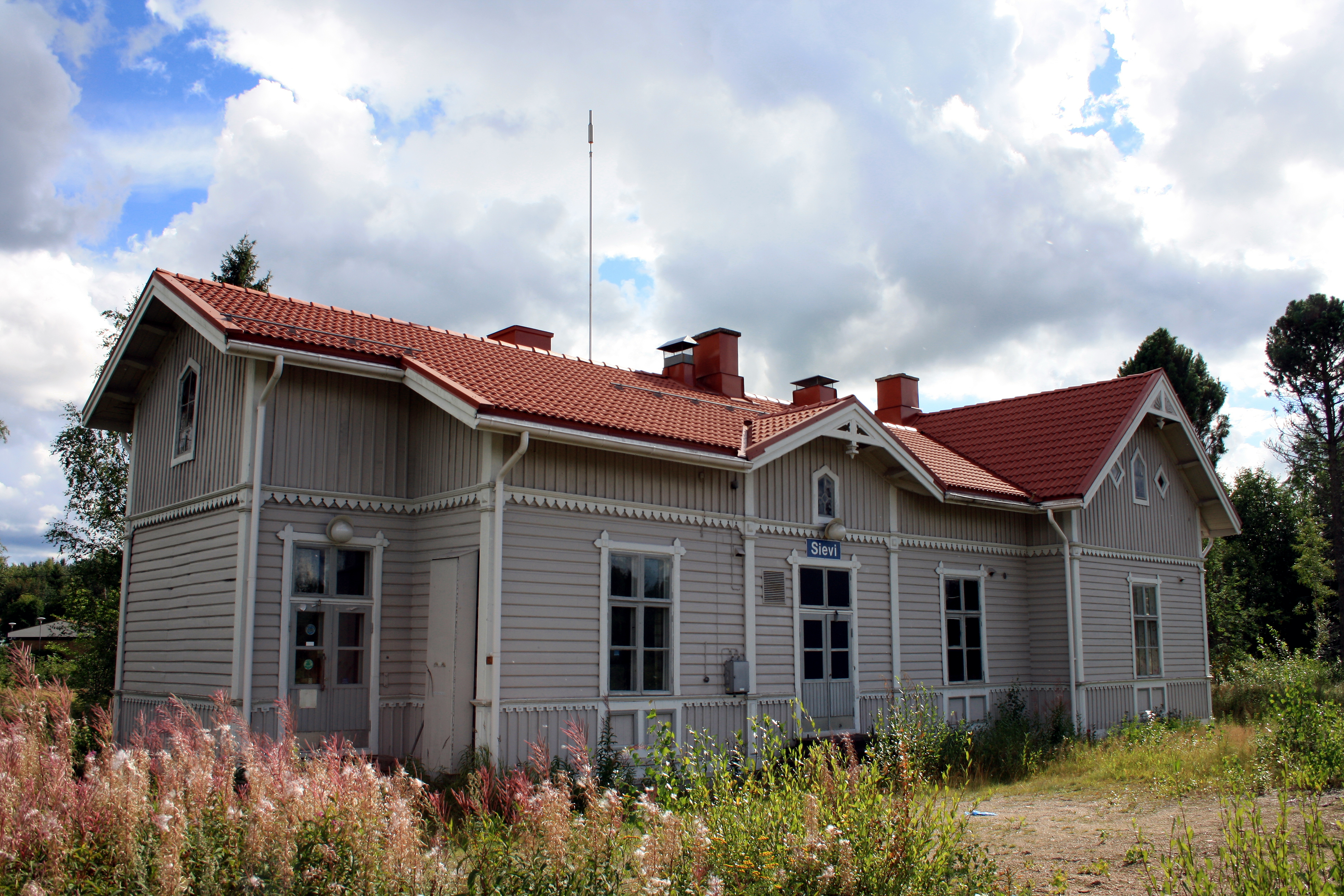
La gare ferroviaire de Sievi.
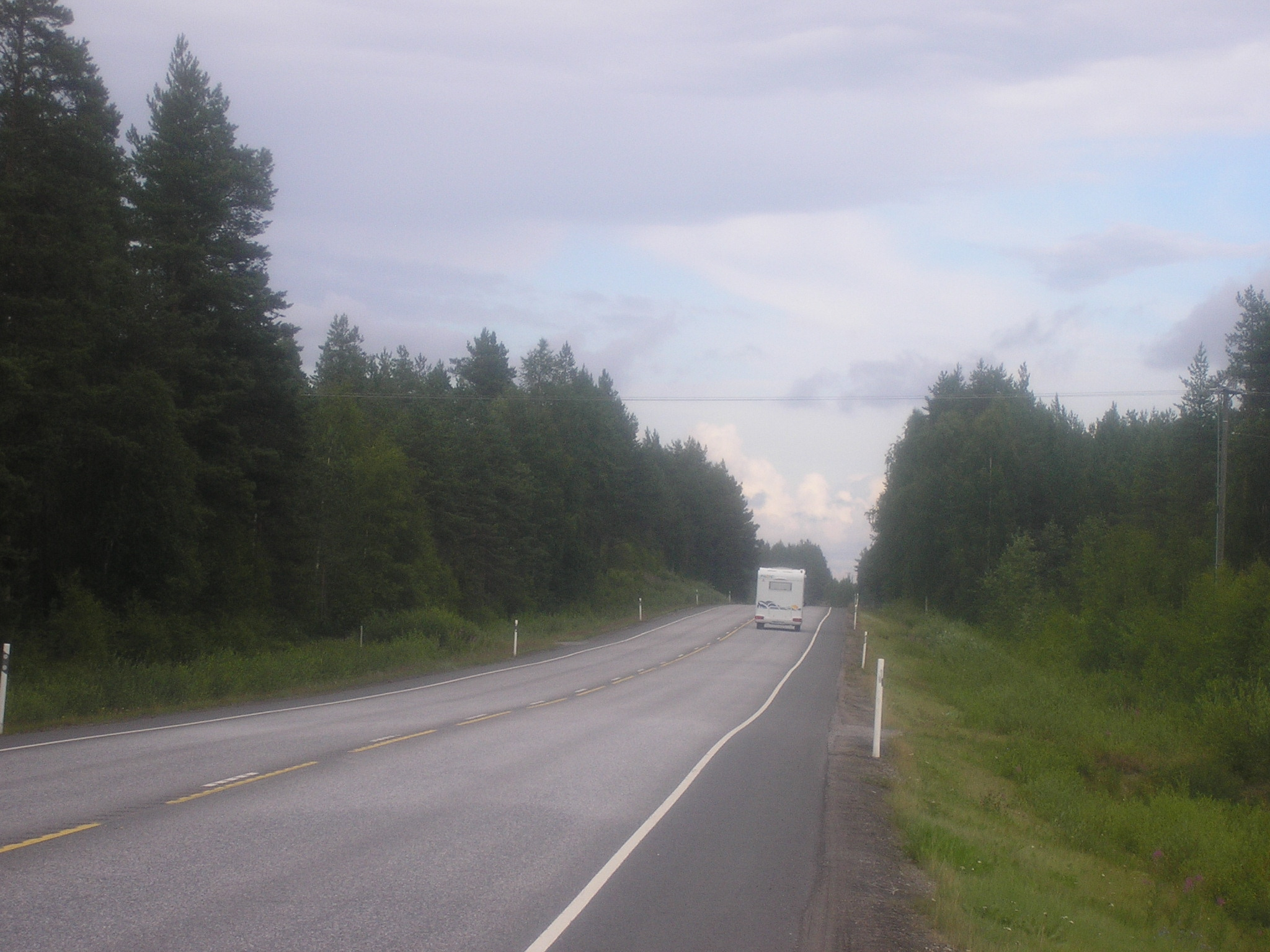
La nationale 28 entre Kannus et Sievi.
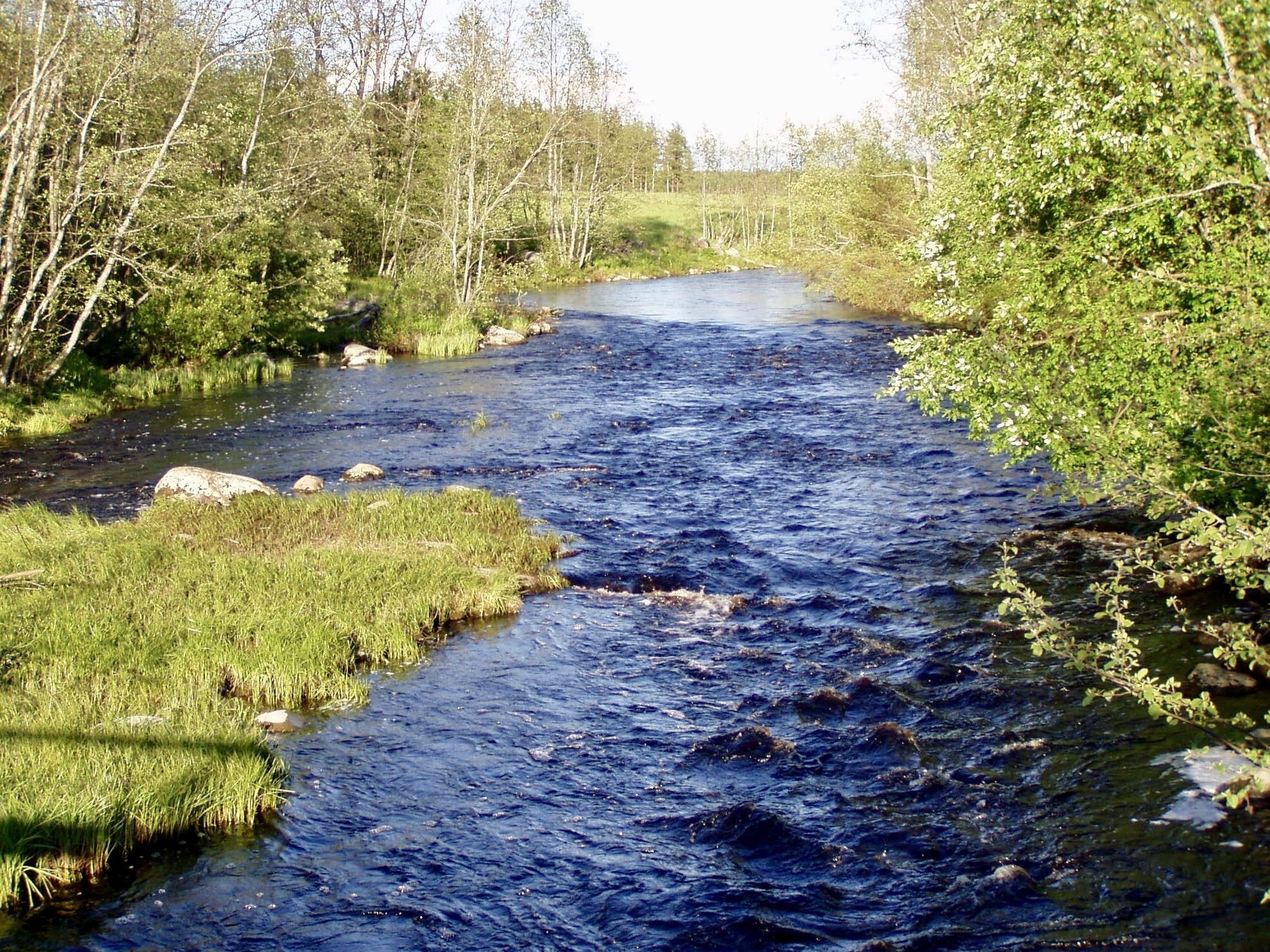
La rivière Vääräjoki à Sievi.